# Melanesobasis simmondsi
Melanesobasis simmondsi – gatunek ważki z rodziny łątkowatych (Coenagrionidae). Endemit Fidżi; stwierdzono go na wyspach Viti Levu i Kadavu.